# Кикелс
Кикелс (њем. Kükels) општина је у њемачкој савезној држави Шлезвиг-Холштајн. Једно је од 95 општинских средишта округа Зегеберг. Према процјени из 2010. у општини је живјело 434 становника. Посједује регионалну шифру (AGS) 1060051.

## Географски и демографски подаци
Кикелс се налази у савезној држави Шлезвиг-Холштајн у округу Зегеберг. Општина се налази на надморској висини од 19 метара. Површина општине износи 8,4 km². У самом мјесту је, према процјени из 2010. године, живјело 434 становника. Просјечна густина становништва износи 51 становника/km².